# Хнефатафл
Хнефатафл (Тафл) — скандинавская настольная игра. Первые упоминания относятся к III веку н. э. Впоследствии викинги завезли её в Гренландию, Исландию, Уэльс, Британию, и, возможно, в Киевскую Русь (см. тавлеи). С распространением в Скандинавии шахмат (X—XI века) эта игра была забыта.

## Сведения о правилах
Хнефатафл (иначе тафл) и другие подобные игры игрались на досках с нечётным количеством клеток размером от 7×7 до 19×19. Обычно деревянные, доски часто имели отверстия в центре каждой клетки, куда вставлялись фишки со штырём, для удобства хранения и перевозки. Часто доски имели выделенные места для начальной расстановки фигур.
Игра иногда игралась с кубиком, который показывал максимальное расстояние, на которое можно переместить фишку, или может ли игрок двигать фишку (чёт — двигает, нечет — не двигает).
Королевская фишка называется Hnefi («кулак»). Король выделяется своим размером. Фишки делались из рога, кости, стекла, дерева, янтаря, камней и других материалов. Белая королевская фишка ставится в центр доски; её окружают другие белые фишки. Чёрные ходят первыми.
Описания правил практически отсутствуют, и поэтому достоверно не известно, как именно играли в эту игру викинги. Далее приведена одна из реконструкций.
Игроки делают ходы поочерёдно. Все фишки перемещаются в любом направлении, так же как ладьи в современных шахматах. Игрок может двигать одну любую фишку своего цвета на любое расстояние. Фишки не могут «прыгать» через другие. За исключением короля ни одна фишка не может вставать на «трон» и угловые клетки. На малых досках фишки могут проходить сквозь трон, на больших это может делать только король.
Белые пытаются провести короля на одну из угловых клеток. Если им удаётся поставить короля на открытую прямую к одной из таких клеток, они объявляют «Raichi» (шах), если сразу на две прямые — Tuichi (мат). Если следующим ходом они встают на угловой квадрат — белые выигрывают.
Если чёрный игрок случайно открывает проход для белого короля, белые могут воспользоваться этим немедленно.
Если фишка своим ходом зажимает фишку противника между собой и другой фишкой или между собой и угловым квадратом, фишка противника считается съеденной. Съедаться может более одной фишки за раз.
Король считается захваченным, когда его окружают с четырёх сторон. При этом сторонами могут считаться угловые клетки, трон, и стороны доски. Когда королю угрожает опасность быть захваченным следующим ходом, чёрные предупреждают белых (шах королю). Чёрные выигрывают, если король захвачен. Король может быть захвачен вместе с одной белой фишкой, будучи окружён чёрными со всех сторон.
Фишка может входить между двумя вражескими. В этом случае она не считается съеденной.
Белые могут спокойно поставить свою фишку между двумя чёрными.

Белые выигрывают, проведя своего короля в один из угловых квадратов. Чёрные — если им удалось захватить короля.